# Liste des députés européens de Slovénie de la 8e législature
Cet article présente la liste des députés européens de Slovénie élus lors des élections européennes de 2014 en Slovénie.
| Nom             | Parti                                     | Groupe parlementaire européen |
| --------------- | ----------------------------------------- | ----------------------------- |
| Milan Zver      | Parti démocratique slovène                | PPE                           |
| Romana Tomc     | Parti démocratique slovène                | PPE                           |
| Patricija Šulin | Parti démocratique slovène                | PPE                           |
| Alojz Peterle   | Nouvelle Slovénie-Parti populaire slovène | PPE                           |
| Franc Bogovič   | Nouvelle Slovénie-Parti populaire slovène | PPE                           |
| Ivo Vajgl       | Parti démocrate des retraités slovènes    | ADLE                          |
| Igor Šoltes     | Verjamem                                  | Verts/ALE                     |
| Tanja Fajon     | Sociaux-démocrates                        | S&D                           |